# Edgardo Hartley
Edgardo Persival Alejandro Hartley Soto (Santiago de Chile, 19 de abril de 1945 — Phoenix, Estados Unidos, 30 de junio de 2016) fue un bailarín y coreógrafo chileno.
Hijo de Edgar Hartley Melgar y Lucia Donorah Soto Ullmann.
En 1991 recibe el Premio APES a la mejor figura masculina de ballet.
Hartley fue parte del Ballet de Arte Moderno y posteriormente solista del Ballet de Santiago. En 1995 se retiró de los escenarios y un año después tomó la dirección del Ballet Nacional Chileno (1996-1999), y la creación de la escuela de danza de UNIACC (2004).
Edgardo Hartley falleció el 30 de junio de 2016, debido a un cáncer pancreático y agravado por un accidente cerebrovascular.